# Apanteles parasitellae
Apanteles parasitellae är en stekelart som först beskrevs av Bouche 1834.  Apanteles parasitellae ingår i släktet Apanteles och familjen bracksteklar. Arten är reproducerande i Sverige. Inga underarter finns listade i Catalogue of Life.